# 교종
교종(敎宗)이란 부처의 교설 및 그것을 문자로 나타낸 경전을 바탕으로 하는 종지(宗旨)를 뜻하며, 불어종(佛語宗)이라고도 하고, 부처의 일심(一心)을 전하는 불심종(佛心宗)으로서의 선종(禪宗)의 입장에서 불교를 판별(判別)하여 교선2종(敎禪二宗)으로 나눈 데에서 비롯된다. 교종은 구체적으로 《법화경》에 의거한 천태종(天台宗)이나 《화엄경》을 소의(所依)로 하는 화엄종을 가리키는데, 이들이 중국에 있어서의 대표적 교종이었기 때문이다. 요컨대, 선종(禪宗) 이외의 전 불교는 이 교종 속에 포함된다고 보아도 무방하다.

## 같이 보기
- 5교(五敎) : 열반종(涅槃宗)·계율종(戒律宗)·화엄종(華嚴宗)·법성종(法性宗)·법상종(法相宗)